# Красна Хора на Влтави
Красна Хора на Влтави (чеш. Krásná Hora nad Vltavou) град је у Чешкој Републици. Град се налази у управној јединици Средњочешки крај, у оквиру којег припада округу Прибрам.

## Становништво
Према подацима о броју становника из 2014. године град је имао 1.104 становника.